# Македонски железници
Македонски железници (на македонска литературна норма: Македонски железници) е държавно предприятие, собственост на правителството на Република Северна Македония, управляващо железопътната инфраструктура в Република Северна Македония.

## История
Историята на железопътния транспорт на територията на днешна Северна Македония започва с откриването на линията Скопие—Солун на 9 август 1873 г., когато областта е още част от Османската империя. По-късно тази линия е продължена на север от Скопие с продължения към градовете Косовска Митровица и Враня, което днес представляват железопътните връзки на Северна Македония с Косово и Сърбия.
В периода 1915 – 1918 г., през Първата световна война и времето когато страната е част от българската държава железопътната мрежа е разширена с новите теснолинейни линии:
- с. Градско – Прилеп – Битоля
- Скопие – Гостивар – Кичево – Охрид – Ташмарунища

В периода между двете световни войни, по време на сръбското управление на днешна Северна Македония, са построени и разширени линиите:
- Велес – Кочани, пусната в експлоатация на 25 август 1926 г.
- Прилеп – Битоля, пусната в експлоатация на 7 април 1931 г.
- Велес – Прилеп, пусната в експлоатация на 20 януари 1936 г.

По време на Втората световна война железопътната мрежа понася доста щети от военните действия и след края на войната започва възстановяване и изграждане на нови тарсета:
- Скопие – Гостивар, пусната в експлоатация на 25 май 1952 г.
- Куманово – Беляковци, пусната в експлоатация през 1956 г.
- Бакърно гумно – Сопотница, пусната в експлоатация през 1957 г.
- Гостивар – Кичево, с отбивката Заяс – Таймище, пусната в експлоатация на 29 ноември 1969 г.
- Скопски железопътен възел и нова пътническа гара Скопие, пусната в експлоатация на 27 юли 1981 г.

Днешното държавно предприятие Македонски железници е наследник последователно на следните предприятия:
- 1945 г. – Държавна дирекция на железниците – Скопие, част от съюзното югословско управление
- 1963 г. – „Железопътно транспортно предприятие“ – Скопие
- 1977 г. – „Железопътна транспортна организация“ – Скопие
- 1989 г. – Публично предприятие „Македонски железници“, Скопие
- 2007 г. – Публично предприятие за железопътна инфраструктура „Македонски железници“
- 2007 г. – Акционерно транспортно дружество „Македонски железници Транспорт“

През 2007 г. „Македонски железници“ е разделена в две отделни предприятия:
- Железопътно предприятие за железопътна инфраструктура „Македонски железници“ – Скопие (управляващо и поддържащо наземната инфраструктура)
- „Македонски железници Транспорт“ АД – Скопие (управляващо подвижния състав)

## Железопътна мрежа
Към 2012 г. железопътната инфраструктура в Република Македония e съставена от 1435 мм (стандартна европейски размери) коловози с обща дължина от 925 км, от които 315 км са електрифицирани с (25 кВ 50 ХЦ).

### Железопътни линии
- граница със Сърбия – Табановце – Куманово – Скопие – Велес – Градско – Гевгелия – граница с Гърция (част от коридор X (единствена електрифицирана железопътна линия в Северна Македония)

- Куманово – Беляковце (в ремонт и изграждане до Крива паланка и границата с България, част от коридор VIII)

- Градско – Шивец (до предприятието „ФЕНИ“ край Кавадарци)

- граница с Косово – Волково – квартал „Гьорче Петров“ (Скопие) – Скопие

- квартал „Гьорче Петров“ (Скопие) – Тетово – Гостивар – Заяс – Кичево (планирана за доизграждане до Охрид, Струга и границата с Албания, част от коридор VIII)

- Заяс – Таймище (до рудник за желязна руда)

- Велес – Прилеп – Бакърно гумно – Битоля – Кременица – граница с Гърция (част от коридор Х)

- Бакърно гумно – Сопотница (до рудник за желязна руда)

- Велес – Овче поле – Щип – Кочани